# 瓦斯克斯德科羅納多縣
10°4′43″N 83°58′53″W / 10.07861°N 83.98139°W
瓦斯克斯德科羅納多縣（西班牙語：Cantón de Vázquez de Coronado），是哥斯達黎加的縣份，位於該國中部，由聖何塞省負責管轄，首府設於聖伊西德羅德科羅納多，始建於1910年11月15日，面積222.2平方公里，海拔高度1,385米，2011年人口60,486人，人口密度每平方公里272.21人。